# Gamones
Gamones is een gemeente in de Spaanse provincie Zamora in de regio Castilië en León met een oppervlakte van 13,49 km². Gamones telt 99 inwoners (1 januari 2016).

## Demografische ontwikkeling
Bron: INE, 1857-2011: volkstellingen